# Parc éolien de Saint-Clément
Le parc éolien de Saint-Clément se situe à Saint-Clément, en Ardèche, au cœur du Parc naturel régional des Monts d'Ardèche, en France.

## Description
Il est composé de deux éoliennes de 65 mètres de hauteur chacune, d'une puissance totale de 1,2 MW, qui permettent de produire l'énergie nécessaire à la consommation de la population du village et d'autres villages alentour. 
Le parc éolien de Saint-Clément a été développé et construit par la société OSTWIND international. Le parc a été déconnecté du réseau le 27 mars 2024 avant son démantèlement débuté le 28 mars 2024 par la société française Genwind, filiale de Gensun.
Deux nouvelles éoliennes pour remplacer les anciennes seront mises en place mi 2024.

## Tourisme
La présence des éoliennes sur la commune de Saint-Clément a permis un certain développement touristique, avec la création de l'École du Vent, qui organise notamment des visites guidées des éoliennes 